# M230 (гармата)
Hughes M230 — 30 мм одноствольна автоматична гармата, що розроблена компанією Hughes і випускається Alliant Techsystems. Основна особливість гармати — використання зовнішнього електричного приводу (на відміну від зброї де роботу автоматики засновано на віддачі або на газовідведенні) для проведення циклу заряджання-пострілу-перезаряджання.

## Розробка
У 1972 Hughes Helicopters почали дослідні розробки одноствольної гармати під американський набій M50 20 мм. У квітні 1973 у програмі було використано у тестах більш потужні набої 30 мм WECOM (модель A). У січні 1975 з'явилася модель «C», версія з безланковим живленням для провідного ударного вертольота YAH-64; вертоліт було прийнято на озброєння під назвою AH-64 Apache, зі стандартною гарматою моделі C. Версія з ланковим живленням призначалася для AH-1S Cobra, але пізніше цю ідею було відкинуто.

## Конструкція

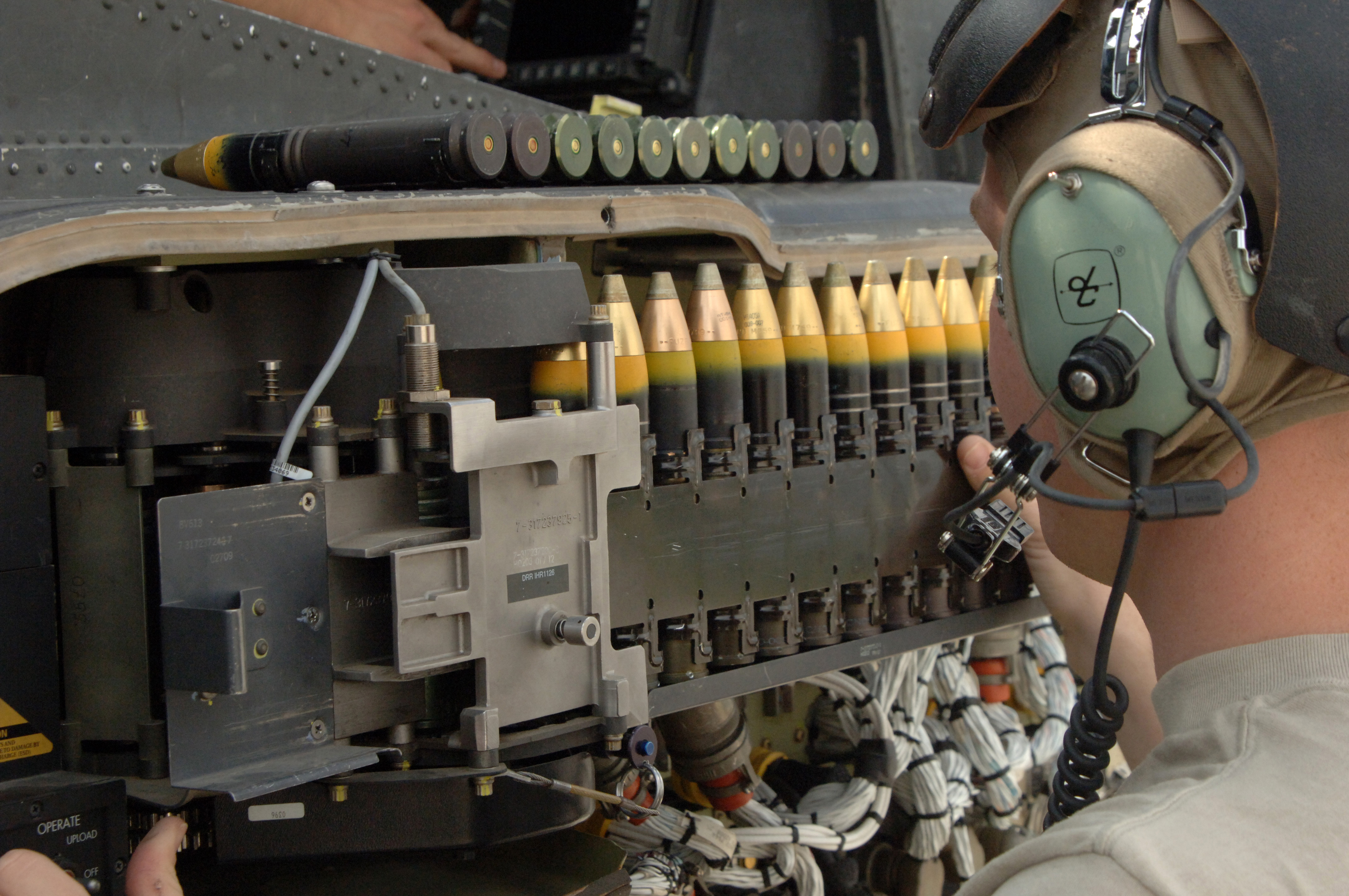
Спорядження вертольота AH-64D Longbow Apache набоями M789 HEDP 30 мм у квітні 2007.

### Apache і установки DAP
Ланцюгова гармата M230 є збройною системою на ударному вертольоті AH-64 Apache і на MH-60L Direct Action Penetrator (DAP). M230 встановлено на підфюзеляжній турелі. Вона має електричний мотор потужністю 2 к.с. для стрільби 30 мм набоями з безланковим живленням, темп стрільби складає 625 (±25) пострілів на хвилину. Практична швидкість стрільби становить близько 300 пострілів на хвилину з 10-хвилинним періодом охолодження тому, що гармата має повітряне охолодження. Гармата має систему безпеки для запобігання передчасному пострілу. Порожні гільзи викидаються з гармати вниз.
Установка AH-64 використовує додаткову гідравліку для руху гармати. Піднесення здійснюється за допомогою одного гідравлічного приводу який розташовано на цапфах гармати перед віссю обертання. При зникненні гідравлічного впливу гармата повертається у основну позицію за допомогою пружини. Це дозволяє гарматі, яка встановлена під місцем другого пілота, сховатися у спеціально створене для неї місце при жорсткій посадці. Це не дає гарматі зашкодити пілотам.
Apache може нести 1200 набоїв до гармати у пристрої який відомий як 12-PAK розроблений і випущений Meggitt Defense Systems, Inc. Але через використання армією США спеціального внутрішнього паливного бака Robertson IAFS (серед екіпажів відомий як Robby Tank), зменшує кількість набоїв на 300. Для спорядження набоїв у AH-64D Longbow Apache наземний персонал використовує моторизовану систему заряджання і спеціальні ручні лотки. AH-64A потребує спеціалізоване наземне обладнання для заряджання.
M230 може використовувати набої ADEN/DEFA 30×113, проте, Lightweight 30 мм набої (M788/M789/M799) які використовують у M230 зроблені з легкого сплаву на відміну від латунних або сталевих гільз і використовуються у армії США. Набої M230 не сумісні зі зброєю яка використовує набої ADEN або DEFA. Набої M788 можна розпізнати за синьою смугою на носі, набій M789 за жовтою над чорною і M799 за червоною над жовтою. Набій M799 HEI не використовують у армії США через небезпеку вибуху снаряда у стволі гармати. General Dynamics Ordnance and Tactical Systems, бізнес підрозділ General Dynamics (NYSE: GD), отримав контракт на виробництво і поставку 30 мм M789 High Explosive Dual Purpose (HEDP) набоїв. M789 HEDP є основним тактичним набоєм вертольоту Apache AH-64, широко використовується у бойових операціях. Здатність Apache забезпечити точну повітряну підтримку з мінімальним уроном призвело до збільшення використання і обсягу замовлень на боєприпаси M789.
M789 зазвичай використовують у гарматі M230. Кожний набій містить 21,5 г (0,76 унція) вибухового заряду запечатані кумулятивним пижем. Пиж створює бронебійний струмінь здатний пробивати 25 мм КГБ на відстані 500 метрів. Крім того, оболонка також розроблена щоб створювати осколки при ударі. Радіус убивчої дії по незахищеній, ростовій цілі приблизно 1,5 м при оптимальних умовах. M789 може за 4 секунди подолати відстань у 1000 м. Але через сповільнення снаряду, час складає 18 секунд щоб здолати 3000 м.

### M230LF і MAWS
M230LF, запропонована ATK покращена версія автоматичної гармати Apache. Особливістю є наявність системи проти осічок, з"ємну систему живлення для використання ланцюгового живлення і ствол зі збільшеною довжиною, у результаті чого збільшилася дулова швидкість і ударна сила звичайного набою M789 HEDP і снарядів стандарту NATO 30 мм ADEN/DEFA. Темп вогню знижено до 200 пострілів/хв, а загальна довжина збільшилася до 2181 мм. Ланцюгова гармата може бути встановлена у відкритій установці на борту патрульних човнів і наземній техніці.
MAWS (Modular Advanced Weapon System — Модульна провідна збройна система) це легка збройна система розроблена при співпраці з ВМС США, яка використовує дистанційно керовану M230LF у відкритій установці. Вона керується з дистанційної консолі оператора R — двома ручками або джойстиком — з сенсорного дисплею і кольорового денного екрану.
У лютому 2015, Oshkosh Defense і ATK провели вогневу демонстрацію M230LF на MRAP Oshkosh M-ATV для демонстрування щоб продемонструвати життєздатність і ефективність збройної системи середнього калібру для легких тактичних машин. Вогнева демонстрація показала підвищену точність при встановлені на мобільну платформу і зрослу убивчу силу M-ATV при використанні гармати, установка R400S-Mk2 це стабілізована у 3-площинах дистанційна збройна станція вагою менше 400 кг (880 фунт). Додаткові 72,6 кг (160 фунт) M230LF забезпечують мобільній платформі більшу летальність, яка зазвичай закладена для важчих бойових машин. Oshkosh також встановили гармату M230LF на L-ATV для участі у програмі армії США на легкий розвідувальний автомобіль (LRV).

## Встановлено на вертольотах
- Boeing AH-64 Apache
- AgustaWestland Apache
- Sikorsky MH-60L Direct Action Penetrator (DAP)